# Comuna Petricani, Neamț
Petricani este o comună în județul Neamț, Moldova, România, formată din satele Boiștea, Petricani (reședința), Târpești și Țolici.

## Așezare
Comuna se află în nord-estul județului, la sud-est de orașul Târgu Neamț, pe malurile râului Topolița. Este străbătută de șoseaua județeană DJ155I, care o leagă spre vest de Grumăzești și Târgu Neamț (unde se termină în DN15C) și spre est și sud de Urecheni, Păstrăveni,Tupilați, Bârgăuani (unde se intersectează cu DN15D), Făurei, Secuieni și Români.

## Demografie
Componența etnică a comunei Petricani
     Români (93,31%)
     Alte etnii (6,69%)
Componența confesională a comunei Petricani
     Ortodocși (76,63%)
     Penticostali (15,17%)
     Alte religii (1,2%)
     Necunoscută (6,99%)
Conform recensământului efectuat în 2021, populația comunei Petricani se ridică la 5.563 de locuitori, în creștere față de recensământul anterior din 2011, când fuseseră înregistrați 5.286 de locuitori. Majoritatea locuitorilor sunt români (93,31%). Din punct de vedere confesional, majoritatea locuitorilor sunt ortodocși (76,63%), cu o minoritate de penticostali (15,17%), iar pentru 6,99% nu se cunoaște apartenența confesională.

## Politică și administrație
Comuna Petricani este administrată de un primar și un consiliu local compus din 15 consilieri. Primarul, Ion-Ticușor Vasiliu[*], de la Partidul Social Democrat, este în funcție din 2016. Începând cu alegerile locale din 2024, consiliul local are următoarea componență pe partide politice:
|  | Partid                          | Consilieri | Componența Consiliului | Componența Consiliului | Componența Consiliului | Componența Consiliului | Componența Consiliului | Componența Consiliului | Componența Consiliului | Componența Consiliului | Componența Consiliului | Componența Consiliului | Componența Consiliului |
|  | ------------------------------- | ---------- | ---------------------- | ---------------------- | ---------------------- | ---------------------- | ---------------------- | ---------------------- | ---------------------- | ---------------------- | ---------------------- | ---------------------- | ---------------------- |
|  | Partidul Social Democrat        | 11         |                        |                        |                        |                        |                        |                        |                        |                        |                        |                        |                        |
|  | Alianța pentru Unirea Românilor | 2          |                        |                        |                        |                        |                        |                        |                        |                        |                        |                        |                        |
|  | Partidul Național Liberal       | 1          |                        |                        |                        |                        |                        |                        |                        |                        |                        |                        |                        |
|  | Partidul Mișcarea Populară      | 1          |                        |                        |                        |                        |                        |                        |                        |                        |                        |                        |                        |

## Istorie
La sfârșitul secolului al XIX-lea, comuna făcea parte din plasa de Sus-Mijlocul a județului Neamț și era formată din satele Petricani, Târpești, Petricanii de Sus (Petricanii Agapiei), Curechiștea de Jos, Slobozia, Țolicea, Boiștea, Grași, Blebea, Fabrica, Ingărești, Julfeni, Mănești, Plopi, Schitu și Târgu Nou, având în total 3334 de locuitori. În comună existau șase biserici și patru școli mixte (la Blebea, Boiștea, Petricani și Târpești) cu 127 de elevi. Anuarul Socec din 1925 consemnează comuna în plasa Cetatea Neamț a aceluiași județ, având 4587 de locuitori în satele Blebea, Boiștea, Grași, Julfeni, Petricani, Târpești și Ingărești și în cătunele Râbâia, Târgu Nou și Țolicea. În 1931, comuna a rămas cu satele Boiștea, Grași, Petricani, Râbâia, Târpești și Țolici.
În 1950, comuna a fost arondată raionului Târgu Neamț din regiunea Bacău. În 1968, ea a revenit la județul Neamț, reînființat; tot atunci, satul Râbâia a fost desființat și comasat cu satul Petricani.

## Monumente istorice
Două obiective din comuna Petricani sunt incluse în lista monumentelor istorice din județul Neamț ca monumente de interes local, ambele fiind clasificate ca situri arheologice. Situl de la „râpa lui Ravaru” (lângă satul Petricani) cuprinde o așezare eneolitică aparținând culturii Cucuteni, faza A și o necropolă din secolul al IV-lea e.n. Situl de la „râpa lui Bodai”, de lângă satul Târpești conține urmele unor așezări din multiple perioade: neolitic (cultura pre-Cucuteni), eneolitic (cultura Cucuteni, faza A), Epoca Bronzului târziu (cultura Noua), perioada Halstatt, secolele al II-lea–al III-lea și secolele al VI-lea–al VII-lea e.n.

## Personalități
- Rodica Arba  este o canotoare română, dublu laureată cu aur la Los Angeles 1984 și Seul 1988.